# Resolution (Lamb of God)
Resolution è il settimo album del gruppo musicale groove metal Lamb of God, pubblicato il 24 gennaio 2012.

## Il disco
L'album è stato prodotto da febbraio a maggio del 2011 ed anticipato dall'uscita del singolo Ghost Walking.
Dallo stile l'album si ripresenta come un mix generale di tutto il loro precedente materiale, ulteriormente rinfrescato e rinnovato, che segue la scia in numerosi brani del precedente album, Wrath.
Il compito di introdurre l'album è affidato a Straight For the Sun, un pezzo di circa 2 min in pieno stile sludge metal con originali influssi doom metal. Seguono Desolation, decisamente più vicina allo stile del gruppo, e Ghost Walking, già pre-acquistabile come singolo, incentrata su un sound groove, di cui i Lamb of God sono fra i maggiori esperti.
Il disco prosegue con il marcato accento groove già intrapreso, come detto, negli ultimi due album. Violente e sature sono Guilty, The Untertow e The Number Six, proposte per dare un'impronta thrash alla band, ancora legata saldamente a questo sottogenere. Barbarosa è una breve introduzione quieta ad Invictus, uno dei maggiori del disco, seguito dalla aggressiva Cheated, che per certi versi ricorda Contractor dell'album Wrath.
Insurrection è un esperimento post-thrash contaminato dal death metal e l'hardcore punk. Terminally Unique sorprende per il suo intro orecchiabile e le sue progressioni da New Wave of American Heavy Metal, ed è seguita dalla vivace To the End, un pezzo dall'essenza thrash e contaminato dall'onnipresente sludge.
Visitation è probabilmente il pezzo più thrash metal del disco, che si conclude con la monumentale King Me, probabilmente una delle pietre miliari dell'album: qui i Lamb of God uniscono le melodie tipicamente thrash metal e groove alla voce alta e pulita di un soprano, Amanda Munton, dando alla canzone un'aria epica che rimanda molto a Sacrament.
Complessivamente, quest'ultimo lavoro dei Lamb of God si è fatto notare per la numerosità delle tracce (ben quattordici), per il rispetto dei canoni stilistici recentemente acquisiti dalla band (come la melodia sempre molto accesa, violenta, i ritmi groove e thrash metal), ma anche per numerosi esperimenti a livello di strutture musicali.

## Tracce
1. Straight for the Sun – 2:26
2. Desolation – 3:54
3. Ghost Walking – 4:30
4. Guilty – 3:24
5. The Undertow – 4:46
6. The Number Six – 5:21
7. Barbarosa – 1:35
8. Invictus – 4:12
9. Cheated – 2:35
10. Insurrection – 4:50
11. Terminally Unique – 4:21
12. To the End – 3:49
13. Visitation – 3:59
14. King Me – 6:36

iTunes bonus track
1. Digital Sands - 4:01
2. Vigil (live) - 5:37

## Formazione
- Randy Blythe - voce
- Chris Adler - batteria
- John Campbell - basso
- Mark Morton - chitarra solista
- Willie Adler - chitarra ritmica
- Amanda Munton - cori in King Me